# Liste der denkmalgeschützten Objekte in Windhaag bei Perg
Die Liste der denkmalgeschützten Objekte in Windhaag bei Perg enthält die 13 denkmalgeschützten, unbeweglichen Objekte in Windhaag bei Perg.
Bei der Verfassung der Beschreibungen der einzelnen Objekte wurden im Wesentlichen die Informationen der Homepage von Windhaag bei Perg verwendet.

## Denkmäler
| Foto |                 | Denkmal                                                                                                  | Standort                                              | Beschreibung | Metadaten |
| ---- | --------------- | --- | ----------------------------------------------------- | --- | --- |
| ja   | Datei hochladen | Museum Graf von Windhaag, alte Schule HERIS-ID: 52003 Objekt-ID: 57895                                   | Altenburg 2 Standort KG: Altenburg                    | Das heutige Museumsgebäude wurde 1344 erworben. Um 1600 war darin die Schule von Altenburg untergebracht. Die Ausstellung ist der Geschichte von Windhaag und Altenburg sowie dem Grafen von Windhaag und seiner Tochter Eva Magdalena gewidmet. | BDA-Hist.: Q84349103 Status: Bescheid Stand der BDA-Liste: 2025-06-30 Name: Museum Graf von Windhaag, alte Schule GstNr.: .3/1 Museum Graf von Windhaag                                                                                        |
| ja   | Datei hochladen | Kath. Filialkirche hl. Bartholomäus mit ehem. Friedhof HERIS-ID: 22827 Objekt-ID: 19172                  | Altenburg 4 Standort KG: Altenburg                    | Die ehemalige, um 1300 erbaute Pfarrkirche Altenburg bei Windhaag ist dem heiligen Heiliger Bartholomäus geweiht und befindet sich auf einem Hügel, wo sich einst eine Burg- und Wehranlage befand. Seit der Verlegung der Pfarrrechte im Jahr 1782 wird die Kirche als Filialkirche der römisch-katholischen Pfarre Windhaag bei Perg verwendet. Wegen ihres unberührten Erhaltungszustandes ist die Kirche eines der bedeutendsten Denkmäler des Mühlviertels. | BDA-Hist.: Q1412754 Status: § 2a Stand der BDA-Liste: 2025-06-30 Name: Kath. Filialkirche hl. Bartholomäus mit ehem. Friedhof GstNr.: .2 Church in Altenburg bei Windhaag                                                                      |
| ja   | Datei hochladen | Karner HERIS-ID: 65472 Objekt-ID: 78315                                                                  | Altenburg 4 Standort KG: Altenburg                    | Der Karner befindet sich unmittelbar neben der Filialkirche Altenburg in der Gemeinde Windhaag bei Perg und war Teil der ursprünglichen Burganlage mit Eigenkirche. | BDA-Hist.: Q38110479 Status: § 2a Stand der BDA-Liste: 2025-06-30 Name: Karner GstNr.: .2 Church in Altenburg bei Windhaag |
| ja   | Datei hochladen | Anlage ehem. Schloss und Burg Windhaag HERIS-ID: 111706 Objekt-ID: 129700                                | Burgstraße 21 Standort KG: Windhaag bei Perg          | Die Burgruine Windhaag, auch das alte Schloss Windhaag genannt, liegt ungefähr fünfhundert Meter östlich des Ortszentrums der Gemeinde Windhaag bei Perg. Im Gegensatz zu dem von Joachim Enzmilner in unmittelbarer Nähe errichteten und 1681 von dessen Tochter zur Gänze zerstörten neuen Schloss Windhaag ist das alte Schloss als Ruine erhalten geblieben, wurde 1990 von der Gemeinde Windhaag erworben und wird seither für touristische Zwecke nutzbar gemacht. | BDA-Hist.: Q1015588 Status: Bescheid Stand der BDA-Liste: 2025-06-30 Name: Anlage ehem. Schloss und Burg Windhaag GstNr.: 808, 799/7, .61/2, 806/2, .61/1, 806/1, 1875/2, 799/5 Burgruine Windhaag                                             |
| ja   | Datei hochladen | Anlage Kirche und Teile des Dominikanerinnenklosters Windhaag HERIS-ID: 67414 Objekt-ID: 80367           | Enzmillnerplatz Standort KG: Windhaag bei Perg        | Die der Heiligen Maria Magdalena geweihte Pfarrkirche Windhaag war bis 1782 die Klosterkirche des Dominikanerinnenklosters Windhaag und befindet sich im Ortszentrum von Windhaag bei Perg. | BDA-Hist.: Q1434201 Status: § 2a Stand der BDA-Liste: 2025-06-30 Name: Anlage Kirche und Teile des Dominikanerinnenklosters Windhaag GstNr.: .64/2, .65, 1872, .63/3 Parish church in Windhaag bei Perg                                        |
| ja   | Datei hochladen | Pfarrhof, ehemaliges Mesnerhaus HERIS-ID: 22835 Objekt-ID: 19180                                         | Eva-Magdalena-Straße 6 Standort KG: Windhaag bei Perg | Das Gebäude wurde 1651 zeitgleich mit der angebauten Windhaager Portiunkulakirche als Mesnerhaus mit Kapelle errichtet, diente ab 1734 als Wohntrakt für die Stiftsgeistlichen und ab 1782 zusammen mit der exsekrierten Kapelle als Pfarrhof der mit den Pfarrrechten von Altenburg neu errichteten Pfarre Windhaag. Seit 1983 dient die Kapelle als Aufbahrungshalle. Die Kapelle ist ein schlichter Giebelbau mit Satteldach und innen mit einer Spitztonne. Die ursprüngliche Unterteilung mit dem Sakralraum im Süden und dem Kapitelsaal im Norden ist erhalten geblieben. Innen eine Nepomuk-Figur wohl vom Ende des 18. Jahrhunderts. Der Pfarrhof ist zweigeschoßig mit Walmdach, über dem Nordportal befindet sich eine Kartusche mit Wappen und Monogramm des Grafen Joachim Enzmillner, das Portal ist mit 1734 bezeichnet. In beiden Geschoßen Holzdecken mit Kerbschnitzereien. | BDA-Hist.: Q37872962 Status: § 2a Stand der BDA-Liste: 2025-06-30 Name: Pfarrhof, ehemaliges Mesnerhaus GstNr.: .69 Pfarrhof Windhaag |
| ja   | Datei hochladen | Sog. Schloss Windhaag/Priorinnenhaus des ehem. Dominikanerinnenklosters HERIS-ID: 22823 Objekt-ID: 19168 | Eva-Magdalena-Straße 7 Standort KG: Windhaag bei Perg | Das 1664 gegründete Dominikanerinnenkloster Windhaag errichtete unter seiner ersten Priorin Eva Magdalena Enzmilner nach dem Tod von deren Vater und dem Abriss von Schloss Windhaag an dessen Stelle von 1678 bis 1689 ein neues Kloster. Das Dominikanerinnenkloster Windhaag wurde im Rahmen der josephinischen Reformen 1782 aufgehoben. | BDA-Hist.: Q1237952 Status: Bescheid Stand der BDA-Liste: 2025-06-30 Name: Sog. Schloss Windhaag/Priorinnenhaus des ehem. Dominikanerinnenklosters GstNr.: .63/2, .63/6, 842/2, 843/2, 845, 846, 847/1, 847/2 Dominikanerinnenkloster Windhaag |
| ja   | Datei hochladen | Wohnhaus, ehemalige Taverne mit Wirtschaftstrakt und Brunnen HERIS-ID: 22833 Objekt-ID: 19178            | Forsthausstraße 1 Standort KG: Windhaag bei Perg      | Das ehemalige Hofrichteramt, später als Verwaltungsgebäude des Domkapitels verwendet, ist heute in Privatbesitz. | BDA-Hist.: Q37872954 Status: Bescheid Stand der BDA-Liste: 2025-06-30 Name: Wohnhaus, ehemalige Taverne mit Wirtschaftstrakt und Brunnen GstNr.: .78/1, .78/2, 886 Forsthaus Windhaag bei Perg                                                 |
| BW   | Datei hochladen | Teile des ehem. Dominikanerinnenklosters HERIS-ID: 111705 Objekt-ID: 129699                              | Klosterstraße 1 Standort KG: Windhaag bei Perg        | Südflügel des ehemaligen Kreuzgangs nun zur Kirche gehörend. Ende des 17. Jahrhunderts erbaut. | BDA-Hist.: Q37826152 Status: Bescheid Stand der BDA-Liste: 2025-06-30 Name: Teile des ehem. Dominikanerinnenklosters GstNr.: 850/1, 848/1, 843/3, 850/2, 850/3, .64/1                                                                          |
| ja   | Datei hochladen | Gasthaus Kirchenwirt/Teil des ehem. Dominikanerinnenkloster HERIS-ID: 22822 Objekt-ID: 19167             | Klosterstraße 4 Standort KG: Windhaag bei Perg        | Die Taverne war ein Teil des Dominikanerinnenklosters und ist bis heute ein Gasthaus. Bildete ehemals die Nord-Ost Ecke des Hauptgebäudes. | BDA-Hist.: Q37872897 Status: Bescheid Stand der BDA-Liste: 2025-06-30 Name: Gasthaus Kirchenwirt/Teil des ehem. Dominikanerinnenkloster GstNr.: .63/1, .63/10, 843/1, 843/6, 843/4 Dominikanerinnenkloster Windhaag                            |
| ja   | Datei hochladen | Wohnhaus/Teil des ehem. Dominikanerinnenklosters HERIS-ID: 22826 Objekt-ID: 19171                        | Klosterstraße 5 Standort KG: Windhaag bei Perg        | Das ehemalige Dominikanerinnenkloster Windhaag war ein von Joachim Enzmilner 1664 zunächst in der alten Burg Windhaag eingerichtetes Dominikanerinnen-Kloster in Windhaag, mit seiner einzigen Tochter, Eva Magdalena, ab 1668 als erste Priorin. Das Kloster wurde 1782 von Joseph II. aufgehoben. | BDA-Hist.: Q64512613 Status: Bescheid Stand der BDA-Liste: 2025-06-30 Name: Wohnhaus/Teil des ehem. Dominikanerinnenklosters GstNr.: .63/4, .63/5, .63/11, 848/4, 1918/2 Dominikanerinnenkloster Windhaag                                      |
| ja   | Datei hochladen | Wohnhaus/Teil des ehem. Dominikanerinnenklosters HERIS-ID: 22825 Objekt-ID: 19170                        | Klosterstraße 7 Standort KG: Windhaag bei Perg        | Das heutige Wohnhaus war Teil des ehemaligen Dominikanerinnenklosters, ebenerdig noch Außenmauern sichtbar. | BDA-Hist.: Q37872944 Status: Bescheid Stand der BDA-Liste: 2025-06-30 Name: Wohnhaus/Teil des ehem. Dominikanerinnenklosters GstNr.: 1918/1 Dominikanerinnenkloster Windhaag                                                                   |
| BW   | Datei hochladen | Wohnhaus/Teile Refektorium des ehem. Dominikanerinnenkloster HERIS-ID: 22824 Objekt-ID: 19169            | Klosterstraße 8 Standort KG: Windhaag bei Perg        | Vom ehemaligen Nordtrakt des Dominikanerinnenklosters sind heute nur mehr Reste des ehemaligen Kreuzgangs und des Refektoriums vorhanden. | BDA-Hist.: Q37872925 Status: Bescheid Stand der BDA-Liste: 2025-06-30 Name: Wohnhaus/Teile Refektorium des ehem. Dominikanerinnenkloster GstNr.: 848/2                                                                                         |